# Palmoliparis beckeri
Palmoliparis beckeri is een straalvinnige vissensoort uit de familie van slakdolven (Liparidae). De wetenschappelijke naam van de soort is voor het eerst geldig gepubliceerd in 1996 door Balushkin.